# Royal Bank of Canada
Royal Bank of Canada, RBC franc. Banque Royale du Canada – największa spółka i największy bank Kanady. Zajmuje 55. pozycję w rankingu 2000 największych firm świata według magazynu Forbes (w roku 2008).